# Omphale grahami
Omphale grahami är en stekelart som beskrevs av Gijswijt 1976. Omphale grahami ingår i släktet Omphale och familjen finglanssteklar.
Artens utbredningsområde är:
- Tyskland.
- Nederländerna.
- Sverige.

Arten är reproducerande i Sverige. Inga underarter finns listade i Catalogue of Life.